# UPA Dance
UPA Dance est un groupe musical espagnol issu de la série Un, dos, tres (Un paso adelante).

## Historique
Créé pour les besoins du scénario de la série, le groupe a également sorti des albums et donné des concerts.
À l'origine, en 2002, il était composé de Miguel Ángel Muñoz (Roberto dans la série), Pablo Puyol (Pedro) et Beatriz Luengo (Lola) comme chanteurs principaux, et de Silvia Marty (Ingrid) et Monica Cruz (Silvia) comme choristes. Ils sortent un premier album, intitulé UPA Dance, en 2002 et donnent plusieurs concerts. Par la suite, une deuxième édition de l'album sort (double album, édition limitée, 2003), ainsi qu'un album live (2004).
Le groupe décide se séparer, mais se reforme en 2005 autour de Miguel Ángel Muñoz, avec deux nouveaux acteurs de Un, dos, tres : Edu Del Prado (César) et Elisabeth Jordán (Tania). Le trio sort un album, Contigo, et donne plusieurs concerts, mais est dissout peu après l'annulation de la série.

## Discographie

### Albums
Les dates indiquées sont celles des sorties en Espagne, les sorties françaises étant souvent décalées. Tous ces albums ont rencontré un franc succès dans leur pays d'origine. 

### Singles
Upa Dance
- Once Again (2002)
- Morenita (2002)
- Sámbame (2003)

Upa Dance Edición Especial
- Sámbame 2003 (2003)
- Baila Morena (2003)
- Porqué Me Faltas Tú (version duo, 2003)

Contigo
- Contigo (My baby) (2005)
- Te Extraño (2005)
- Luz, Camara, Accion (2005)